# Urshu
Urshu, conosciuta anche come Warsuwa, Urshum, Ursa'um, Urussa, Uris e Uressi, era una città-stato hurrita-amorrea situata nel sud dell'odierna Turchia, probabilmente sulla riva occidentale dell'Eufrate e a nord di Karkemiš.

## Storia
Urshu era una città commerciale governata da un EN (sacerdote, ). Era un'alleata di Ebla e appare negli Archivi reali di Ebla col nome Ursa'um. In seguito fu menzionata nelle iscrizioni di Gudea (c.2144–2124 a.C. secondo la Cronologia media) come città dove si potevano acquistare resine di legno. In una lettera assira risalente al XIX secolo a.C. viene menzionato un tempio dedicato al dio Assur eretto proprio a Urshu.
All'inizio del XVIII secolo a.C., la città si alleò con Yamkhad contro Yahdun-Lim di Mari.
Anche le relazioni con l'Assiria furono tese e gli uomini di Urshu furono convocati da Yapah-Adad e da Habiru per attaccare le terre di Shamshi-Adad I. I testi di Mari menzionano un conflitto tra Urshu e Karkemiš: le tribù di Upra-peans e Ra-beans attaccarono Urshu attraverso la terra di Karkemiš, che costrinse Urshu ad attaccare le truppe carchemisee che avanzarono lungo la riva dell'Eufrate.
In seguito, Ursu divenne rivale economica di Yamkhad e strinse un'alleanza con Qatna e Shamshi-Adad I per attaccare Sumu-Epuh (c.1810-1780 a.C.). Dopo la morte di Shamshi-Adad e l'ascesa al trono di Yarim-Lim I, Urshu si alleò Yamkhad, senza però essere annessa, che impose la sua autorità in tutta la Siria. Nelle Tavole di Mari vengono menzionati a alcuni re di Urshu, tra i quali Shennam e Atru-Sipti, che visitò Mari nel dodicesimo anno del re Zimri-Lim.
Hattušili I attaccò Urshu durante il suo secondo anno di regno, assediando la città per sei mesi con 80 carri e condusse le sue operazioni da Lawazantiya (nell'odierna Elbistan) ai piedi del Tauro in Cilicia.
Nonostante l'aiuto di Yamhad e Carchemish, Urshu venne rasa al suolo; le sue terre furono depredate e il bottino fu portato nella capitale ittita Ḫattuša.
Nel XV secolo a.C. la città viene menzionata nelle Tavole di Alalakh col nome "Uris" o "Uressi", ed è chiamata "Urussa" nel trattato tra Tudhaliya II e Sunassura II come parte del territorio di quest'ultimo. In seguito la città entrò a far parte dell'Impero ittita e fu menzionata negli archivi dell'ultimo periodo dell'impero.